# 1855 в Україні

## Події
- Кримська війна
  - Оборона Севастополя (1854—1855)
  - Битва на Чорній річці
  - Кінбурнська баталія (1855)
  - Малахів курган
  - Штурм Євпаторії
- Київська козаччина

## Народились
- 14 січня Сластіон Опанас Георгійович (1855—1933) — український маляр і графік, етнограф, архітектор і педагог, засновник Миргородського краєзнавчого музею.
- 26 січня Павлик Анна Іванівна (1855—1929) — українська громадсько-культурна діячка і письменниця, активна учасниця жіночого руху в Галичині.
- 29 січня Михайлов Олександр Дмитрович (1855—1884) — російський революціонер, народник, один з членів Виконавчого комітету «Народної волі».
- 9 лютого Білогриць-Котляревський Леонід Сергійович (1855—1908) — український і російський правознавець, доктор права, професор.
- 14 лютого Гаршин Всеволод Михайлович (1855—1888) — російський письменник.
- 18 лютого Симиренко Левко Платонович (1855—1920) — український помолог і плодовод.
- 20 лютого Затиркевич-Карпинська Ганна Петрівна (1855—1921) — українська акторка.
- 21 лютого Лубенець Тимофій Григорович (1855—1936) — український педагог і діяч народної школи.
- 23 лютого Харкевич Едвард (1855—1913) галицький педагог, заслужений директор Львівської академічної гімназії (1892—1911) і засновник її філії. Голова Українського Педагогічного Товариства (1896—1902).
- 1 березня Явдоха Зуїха (1855—1935) — українська народна співачка, фольклористка.
- 13 березня Калитовський Омелян Павлович (1855—1924) — український педагог, освітній діяч, історик, доктор філософії, перший директор Тернопільської української державної гімназії.
- 23 березня Курчинський Василь Палладійович (1855—1919) — російський медик. Екстраординарний професор фізіології Київського університету.
- 28 березня Любович Микола Миколайович (1855—1933) — історик-славіст та дослідник історії європейських країн. Член-кореспондент АН СРСР.
- 31 березня Дрималик Сильвестр (1855—1923) — галицький лікар і громадський діяч.
- 31 березня Очабрук Алексій (1855—1929) — український священик, богослов, дослідник історії церкви, почесний канонік.
- березень Максимович Микола Іванович (1855—1928) — український вчений-гідролог, інженер шляхів сполучення, архітектор.
- Олеховський Михайло Олександрович (1855—1909) — український вчений: ґрунтознавець, біолог, краєзнавець.
- 17 квітня Венгеров Семен Опанасович (1855—1920) — російський літературознавець, видавець, бібліограф.
- 17 квітня Садовська-Барілотті Марія Карпівна (1855—1891) — співачка-сопрано і драматична акторка.
- 7 травня Кащенко Микола Феофанович (1855—1935) — біолог, один з перших українських академіків, доктор медицини та зоології, засновник акліматизаційних садів.
- 21 травня Константин Доброджану-Ґеря (1855—1920) — румунський соціолог, автор робіт з естетики, літературний критик. Один із засновників Соціал-демократичної партії робітників Румунії.
- 25 травня Білоконський Іван Петрович (1855—1931) — публіцист і педагог, земський діяч.
- 6 червня Садовський Іван Михайлович (1855—1911) — ветеринарний лікар, анатом, мікробіолог, один з організаторів ветеринарної справи.
- 8 червня Кобринська Наталія Іванівна (1855—1920) — українська письменниця, організаторка жіночого руху.
- 16 червня Шлейфер Георгій Павлович (1855—1913) — архітектор і громадський діяч.
- 20 липня Бориневич Антон Самійлович (1855—1946) — український статистик-демограф.
- 5 серпня Виноградський Олександр Миколайович (1855—1912) — український і російський диригент, музично-громадський діяч, композитор.
- 7 жовтня Дейч Лев Григорович (1855—1941) — діяч міжнародного соціалістичного руху, один із засновників марксистської групи «Визволення праці», затим один із лідерів РСДРП.
- 13 жовтня Буштедт Петро Андрійович (1855—1929?) — лікар-невропатолог, організатор медичної освіти.
- 14 жовтня Юрій Жаткович (1855—1920) — дослідник історії Закарпаття, етнограф, священик, письменник, літературознавець, перекладач, член НТШ.
- 17 жовтня Істомін Михайло Павлович (1855 — після 1932) — історик, археограф, мистецтвознавець, літературознавець, педагог.
- 24 жовтня Генрик Біґеляйзен (1855—1934) — польський етнограф і літературознавець; представник позитивістського філологічного методу.
- 6 листопада Котек Йосип Йосипович (1855—1885) — російський скрипаль, а також музичний педагог, композитор.
- 6 листопада Яворницький Дмитро Іванович (1855—1940) — український історик, археолог, етнограф, фольклорист, лексикограф, письменник, дослідник історії українського козацтва, дійсний член НТШ і ВУАН.
- 19 листопада Станіслав Лукас (1855—1882) — польський історик, дослідник історії XVII століття, доктор філософії.
- 6 грудня Волошин Олександр Федорович (1855—1933) — політичний діяч УНР, член Української Центральної Ради, педагог, етнограф, фольклорист.
- 6 грудня Ждаха Амвросій Андрійович (1855—1927) — український та російський ілюстратор і художник. Першим з українських графіків розпочав працю над комплексним оформленням «Кобзаря» Тараса Шевченка.
- Бандрівський Карло (1855—1931) — український галицький правник, громадський діяч. Радник у Львові.
- Бобикевич Костянтин (1855—1884) — український письменник, молодіжно-громадський діяч.
- Василевський Феофан Олександрович (1855—1912) — український письменник, громадський діяч.
- Гарасько Петро (1855—1903) — кобзар.
- Дилінський Ілярій-Іван (1855—1919) — український співак (бас-баритон), актор, режисер.
- Кисіль Олександр Маркович (1855—1933) — депутат Прилуцького повітового земства, редактор газети «Прилукский голос».
- Климович Петро Титович (1855—1920) — міністр фінансів в уряді Голубовича. Громадський і політичний діяч, адвокат, учасник громадівського руху в Російській імперії.
- Кобилянський Люцій Ремігійович (1855—1941) — український лікар, громадський і культурний діяч, посол УНР в Угорщині.
- Коваленко Степан Ігнатович (1855 — ? після 1908) — український селянин, депутат III Державної думи Російської імперії.
- Міхал Ковальчук (1855—1938) — архітектор, реставратор, художник, історик мистецтва.
- Ковшевич Осип Миколайович (1855—1919) — військовий командант Бережанського повіту, полковник УГА, лікар.
- Лозинський Володимир Устимович (1855—1914) — український видавець і громадський діяч.
- Петрушевич Степан (1855—1920) громадсько-політичний діяч, делегат Української Національної Ради ЗУНР, капелан, священик УГКЦ.
- Сергеєв Микола Олександрович (1855—1919) — художник-пейзажист, живописець.
- Холодовський Михайло Іванович (1855—1920) — український пейзажист, художник.
- Цомакіон Ганна Іванівна (1855—1922) — авторка книг для бібліотеки «Жизнь замечательных людей».
- Яковлєв Сергій Сергійович (1855—1933) — професор, доктор медичних наук, завідувач кафедри Новоросійського університету.

### Померли
- 5 січня Ян-Непомуцен Камінський (1777—1855) — польський актор, режисер і драматург.
- 20 січня Шевченко Гнат Володимирович (? — 1855) — легендарний матрос російського імператорського флоту, герой оборони Севастополя.
- 22 лютого Мірошников Григорій Акиндинович (1821—1855) — юродивий православної церкви. Активно шанується православною громадою Седнева та околиць як неканонізований святий.
- 19 березня Істомін Володимир Іванович (1809—1855) — контр-адмірал російського імператорського флоту, герой оборони Севастополя.
- 24 березня Федоров Василь Федорович (1802—1855) — російський та український астроном, професор, ректор Київського університету.
- 10 квітня Кронеберг Андрій Іванович (1814—1855) — російський перекладач і шахіст.
- 23 травня Лушков Михайло Іванович (1808—1855) — полковник, під час Кримської війни командир Волинського піхотного полку.
- 28 червня Фіцрой Джеймс Генрі Сомерсет, 1-й барон Реглан (1788—1855) — британський воєначальник, фельдмаршал.
- 29 червня Данило Мусатов (1810—1855) — ректор Катеринославської духовної семінарії, професор Київської духовної академії, архімандрит Відомства православного сповідання Російської імперії.
- 18 червня Завадський Яків Васильович (1792—1855) — український церковний та державний діяч, протоієрей, депутат Київського губернського правління.
- 4 серпня Мар'ян Максимович (1804—1855) — український церковний діяч, священик-василіянин, заслужений педагог, протоігумен провінції Найсвятішого Спасителя
- 26 серпня Антоновський Степан Іванович (1787—1855) — ректор Харківської семінарії, настоятель Харківського Успенського кафедрального собору.
- 7 вересня Орест Хомчинський (1780—1855) — священик-василіянин, педагог, адміністратор (1823—1826) і протоігумен провінції Найсвятішого Спасителя (1826—1842).
- 24 вересня Крупенський Матвій Єгорович (1775—1855) — голова Дивану Молдавського князівства, надвірний радник, бессарабський віце-губернатор, статський радник.
- Бабович Сіма Соломонович (1790—1855) — караїмський громадський діяч, філантроп і меценат. Захисник свого народу у Російській імперії.
- Костянтин Свідзінський (1793—1955) — польський колекціонер, бібліофіл, меценат i керівник польських культурних осередків.
- Чапля Семен (? — 1855) — кобзар.

## Засновані, створені
- Центральна геофізична обсерваторія
- Балаклавська залізниця
- Церква святого Миколая (Михайлівський Золотоверхий монастир)
- Свято-Покровська Церква (Золотіїв)
- Хрестовоздвиженська церква (Розумівка)
- Джанкой
- Любинь